# Capilla de Santa María y los Ángeles
La Capilla de Santa María y los Ángeles (en inglés: Chapel of Saint Mary and the Angels; generalmente conocida como Capilla de los Niños) es una capilla en una de las bahías de la cripta de la iglesia de San Jaime, en Sídney, Australia. La capilla fue creada para los niños más pequeños con celebraciones en una forma adaptada de la Eucaristía los domingos. Las paredes y el techo de la capilla están pintados con escenas inspiradas en el cuento de Navidad "Mientras estaba sentado debajo de un árbol sicómoro" con el valor transferido al puerto de Sídney.